# Mravići
Mravići (en cyrillique : Мравићи) est un village de Bosnie-Herzégovine. Il est situé dans la municipalité de Doboj Jug, dans le canton de Zenica-Doboj et dans la fédération de Bosnie-et-Herzégovine. Selon les premiers résultats du recensement bosnien de 2013, il compte 1 601 habitants.
Avant la guerre de Bosnie-Herzégovine, le village était rattaché à la municipalité de Doboj ; à la suite des accords de Dayton, il a été rattaché à la municipalité de Doboj Jug nouvellement créée et intégrée à la fédération de Bosnie-et-Herzégovine.

## Démographie

### Évolution historique de la population
| 1948 | 1953 | 1961 | 1971  | 1981  | 1991  | 2013  |
| ---- | ---- | ---- | ----- | ----- | ----- | ----- |
| -    | -    | 826  | 1 042 | 1 345 | 1 476 | 1 601 |

|  |